# Pomurska statistična regija
Pomurska statistična regija je ena od dvanajstih statističnih regij Slovenije. 

## Pomurska statistična regija
To je naša najbolj severovzhodna in najbolj ravninska statistična regija. Rodovitna prst, celinsko podnebje in raven svet ustvarjajo ugodne razmere predvsem za kmetijstvo. Največje urbano središče je Murska Sobota. 
Obsega 6,6 % površine Slovenije
Pomurska statistična regija je s 1.336 km2 peta najmanjša v državi. V njej je leta 2023 živelo 5,4 % slovenskega prebivalstva, kar je približno trikrat manj kot v sosednji podravski. Gostota poseljenosti v pomurski regiji je znašala 85 prebivalcev na km2, medtem ko je bilo slovensko povprečje 105 prebivalcev na km2.  
Prebivalstvo
Leta 2023 je bila povprečna starost prebivalcev v pomurski regiji s 46,6 leta najvišja med vsemi, za 2,5 leta je presegala državno povprečje in za 4,1 leta povprečje v osrednjeslovenski regiji, ki je imela najnižjo povprečno starost. 
Izstopala je tudi po najnižjem naravnem prirastu, znašal je –5,4 na 1.000 prebivalcev. Število živorojenih je bilo med najnižjimi na ravni regij (7,0 na 1.000 prebivalcev), število umrlih pa najvišje (12,3 na 1.000 prebivalcev). Starostna sestava prebivalstva je bila v tej regiji najmanj ugodna: delež mladih prebivalcev (0–14 let) je znašal 12,9 %, kar je bil najnižji delež v Sloveniji, medtem ko je bil delež prebivalcev, starih 65 let ali več, s 25,0 % najvišji. Koeficient starostne odvisnosti starih je bil prav tako najvišji; znašal je 40,4, kar pomeni, da je bilo toliko starejših odvisnih od 100 delovno sposobnih prebivalcev.
Med prebivalci te regije je bilo več žensk kot moških; takšni regiji sta bili samo še osrednjeslovenska in obalno-kraška. Delež tujih prebivalcev je bil v tej regiji s 3,2 % najnižji.
Pričakovano trajanje življenja ob rojstvu je bilo za dečke, rojene leta 2023 v tej regiji, v primerjavi s preostalimi regijami drugo najnižje, za deklice pa najnižje. Dečki lahko pričakujejo, da bodo živeli 76,8 leta, deklice pa 82,8 leta. Delež novorojenih otrok, katerih matere oz. starši niso bili poročeni, je znašal 67,0 %, višji je bil le v koroški regiji (67,5 %). Povprečna starost mater ob rojstvu vseh otrok v pomurski, koroški in zasavski regiji je znašala 30,4 leta, kar je bila druga najnižja vrednost med vsemi regijami v državi.
V vrtce je bilo vključenih 84,4 % otrok, starih 1–5 let, kar je bilo največ med regijami in za okoli 2 odstotni točki višje od povprečja za Slovenijo. Izobrazbena sestava tukajšnjih prebivalcev v starosti 25–64 let je kazala največji delež tistih z največ osnovnošolsko izobrazbo (15,9 %) ter najnižji delež oseb z višje- ali visokošolsko izobrazbo (25,4 %). Med regijami so imeli tudi najmanjše število študentov, 28 na 1.000 prebivalcev.
Razmere na trgu dela
Leta 2023 je bila stopnja delovne aktivnosti v pomurski regiji najnižja med vsemi in je znašala 62,0 %. Prav tako je bila najmanjša vrzel med stopnjo delovne aktivnosti za moške in ženske, 5,5 odstotne točke. Stopnja anketne brezposelnosti je znašala 3,8 % in bila nad povprečjem (3,7 %). Med delovno aktivnimi s stalnim prebivališčem v tej regiji je 22,4 % oseb (enako slovenskemu povprečju) odhajalo na delo v druge regije. Pomurska regija je bila edina, iz katere največ delovnih migrantov ni odhajalo v osrednjeslovensko regijo; največ, 45 %, jih je odhajalo v podravsko regijo (45 %), sledila je osrednjeslovenska regija (44 %).
Povprečna mesečna neto plača zaposlenega v tej regiji je obsegala 1.336 EUR, kar je bilo za 8 % oz. 109 EUR manj od slovenskega povprečja.
Gospodarstvo
Regija je ustvarila 3,6 % bruto dodane vrednosti Slovenije. BDP na prebivalca je tukaj znašal 20.360 EUR ali za tretjino manj od slovenskega povprečja. Neto razpoložljivi dohodek na prebivalca je bil v pomurski regiji najnižji; znašal je 14.792 EUR in je bil za 11 % nižji od državnega povprečja. 
V regiji je delovalo nekaj manj kot 8.700 podjetij, zaposlovala so povprečno po 4,2 osebe.
Kakovost življenja
Prebivalci te regije so splošno zadovoljstvo z življenjem ocenili v povprečju s 7,4 (na lestvici od 0 do 10), z najnižjo oceno med regijami. Z enako oceno so zadovoljstvo ocenili tudi v koroški regiji.
Regija je imela tretje največje število obsojenih oseb (polnoletnih in mladoletnih) na 1.000 prebivalcev, in sicer 2,7.
V pomurski regiji je bila stopnja zelo nizke delovne intenzivnosti druga najvišja; 4,6 % oseb, starih 0–64 let, je živelo v gospodinjstvih, v katerih so odrasli člani (stari 18–64 let) delali manj kot petino razpoložljivega delovnega časa, izraženega v mesecih. Visok je bil tudi delež gospodinjstev, ki so se spoprijemala s težavami, kot so puščajoča streha, vlažne stene, temelji ali tla ter trhli okenski okvirji oz. tla; četrtina gospodinjstev v regiji je poročala o teh težavah. Po drugi strani pa je bila stopnja prenaseljenosti stanovanja druga najnižja. V stanovanjih s premajhnim številom sob glede na število članov gospodinjstva je živelo 7,6 % oseb, dvakrat manj kot v posavski z najvišjim deležem.
S povprečno 591 osebnih avtomobilov na 1.000 prebivalcev so presegali državno povprečje, njihova starost pa je dosegala 11,0 leta, kar je bilo ravno pod povprečjem.
Okolje
V regiji je bila skoraj vsa odpadna voda pred izpustom iz javnega kanalizacijskega sistema prečiščena, in sicer 99,8 %, največ med regijami. Na prebivalca je bilo gospodinjstvom iz javnega vodovoda dobavljene 35 m3 vode, kar je bila ena najmanjših količin na prebivalca med regijami. Na prebivalca je nastalo 471 kg komunalnih odpadkov, 47 kg na prebivalca pod povprečjem, ločeno pa so zbrali okoli 71 % nastalih komunalnih odpadkov.
Sestavlja jo 27 občin
V regiji je bila s 144 km2 največja občina Moravske Toplice. Največ prebivalcev, 16 %, je na sredini leta 2023 živelo v Murski Soboti (18.643); z 290 prebivalci na km2 je bila tudi najgosteje poseljena občina v regiji. Med 30 prebivalstveno najmanjših občin v državi po številu prebivalcev se je uvrstilo kar 12 občin iz te regije. Občina Hodoš je bila s 360 prebivalci najmanjša v regiji in druga najmanjša v Sloveniji, občina Kobilje pa s 519 prebivalci druga najmanjša v regiji ter četrta najmanjša v državi. 

## Pomurska statistična regija v številkah
| Statistični podatki                                                  |          |  | Statistični kazalniki                                                                         |        |
| -------------------------------------------------------------------- | -------- |  | --------------------------------------------------------------------------------------------- | ------ |
| Površina, km2, 1. 1. 2023                                            | 1.336    |  | Gostota naseljenosti, 1. 7. 2023                                                              | 85,4   |
| Število prebivalcev, 1. 7. 2023                                      | 113.962  |  | Povprečna starost prebivalcev, 1. 7. 2023                                                     | 46,6   |
| Naravni prirast, 2023                                                | –610     |  | Delež prebivalcev, starih 0–14 let (%), 1. 7. 2023                                            | 12,9   |
| Število učencev v osnovnih šolah, 2023/2024                          | 9.127    |  | Delež prebivalcev, starih 65 let ali več (%), 1. 7. 2023                                      | 25,0   |
| Število dijakov (po prebivališču), 2023/2024                         | 3.826    |  | Naravni prirast (na 1.000 prebivalcev), 2023                                                  | –5,4   |
| Število študentov (po prebivališču), 2023/2024                       | 3.199    |  | Skupni selitveni prirast (na 1.000 prebivalcev), 2023                                         | 1,6    |
| Število delovno aktivnih prebivalcev (po prebivališču), 2023         | 43.805   |  | Skupni prirast (na 1.000 prebivalcev), 2023                                                   | –3,8   |
| Število zaposlenih oseb (po delovnem mestu), 2023                    | 34.117   |  | Delež prebivalcev, starih 25 do 64 let, z osnovno šolo ali manj, 2023                         | 15,9   |
| Število samozaposlenih oseb (po delovnem mestu)                      | 4.973    |  | Delež prebivalcev, starih 25 do 64 let, z višjo ali visoko izobrazbo, 2023                    | 25,4   |
| Povprečna mesečna bruto plača na zaposleno osebo (EUR), 2023         | 2.019,69 |  | Stopnja delovne aktivnosti (%), 2023                                                          | 62,0   |
| Število podjetij, 2023                                               | 8.661    |  | Število izdanih gradbenih dovoljenj (na 1.000 prebivalcev), 2023                              | 5,2    |
| Regionalni bruto domači proizvod (mio. EUR), 2023                    | 2.320    |  | Bruto domači proizvod na prebivalca (EUR, tekoči tečaj), 2023                                 | 20.360 |
| Kmetijska zemljišča v uporabi, ha, 2020                              | 64.094   |  | Obsojeni polnoletni in mladoletni (na 1.000 prebivalcev), 2023                                | 2,7    |
| Število prihodov turistov, 2023                                      | 312.827  |  | Število osebnih avtomobilov (na 1.000 prebivalcev), 31. 12. 2023                              | 591    |
| Število prenočitev turistov, 2023                                    | 963.449  |  | Komunalni odpadki, zbrani z javnim odvozom, kg/prebivalca, 2023                               | 350    |
| Vir: Statistični urad Republike Slovenije, Podatkovni portal SI STAT |          |  | Vir: Statistični urad Republike Slovenije, Slovenske statistične regije in občine v številkah |        |

## Občine v statistični regiji
- Občina Apače
- Občina Beltinci
- Občina Cankova
- Občina Črenšovci
- Občina Dobrovnik
- Občina Gornja Radgona
- Občina Gornji Petrovci
- Občina Grad
- Občina Hodoš
- Občina Kobilje
- Občina Križevci
- Občina Kuzma
- Občina Lendava
- Občina Ljutomer
- Občina Moravske Toplice
- Mestna občina Murska Sobota
- Občina Odranci
- Občina Puconci
- Občina Radenci
- Občina Razkrižje
- Občina Rogašovci
- Občina Sveti Jurij ob Ščavnici
- Občina Šalovci
- Občina Tišina
- Občina Turnišče
- Občina Velika Polana
- Občina Veržej